# Sergej Nikitič Chruščov
Sergej Nikitič Chruščov (rusky Серге́й Ники́тич Хрущёв; 2. července 1935 Moskva – 18. června 2020 Cranston, Rhode Island) byl syn sovětského vůdce Nikity Chruščova.

## Život
Svého otce doprovázel na cestě po Spojených státech 15.–27. září 1959. Tuto cestu sám natočil na kameru. V letech 1958–1968 pracoval v Moskvě jako raketový inženýr na vývoji naváděcích systémů pro rakety, ponorky a kosmické lodě. V roce 1963 byl vyznamenán titulem hrdiny socialistické práce a Leninovým řádem.
V roce 1991 se svou manželkou Valentinou odešel do USA a přednášel politologii a moderní dějiny na Watsonově institutu pro mezinárodní vztahy při Brownově univerzitě v Providence, Rhode Island. Americké občanství oba získali 12. července 1999.
Byl členem správní rady Muzea studené války ve Virginii. To v roce 1996 založil Francis Gary Powers junior, syn amerického pilota Francise Garyho Powerse, který byl v roce 1960 nad Uralem sestřelen ve výzvědném letounu U-2.
Sergej Chruščov je autorem řady knih, zejména prací o svém otci. Jeho syn z předchozího manželství, ruský novinář Nikita Sergejevič Chruščov, zemřel na mrtvici 22. února 2007 ve věku 47 let.

## Výběr z díla
- Sergej Chruščov, Khrushchev on Khrushchev – An Inside Account of the Man and His Era, by His Son, Sergei Khrushchev, Little, Brown and Company, 1990, ISBN 0-316-49194-2
- Sergej Chruščov, Nikita Khrushchev and the Creation of a Superpower, Pennsylvania State University Press, 2000, ISBN 0-271-01927-1
- Sergej Chruščov, Memoirs of Nikita Khrushchev: Reformer, 1945–1964, Pennsylvania State University Press, 2006, ISBN 0-271-02861-0
- Sergej Chruščov, Geburt einer Supermacht. Ein Buch über meinen Vater, Elbe-Dnjepr-Verlag, 2003, ISBN 3-933395-38-0